# Zambia en los Juegos Olímpicos de Sídney 2000
Zambia estuvo representada en los Juegos Olímpicos de Sídney 2000 por ocho deportistas, seis hombres y dos mujeres, que compitieron en tres deportes.
El portador de la bandera en la ceremonia de apertura fue el atleta Samuel Matete. El equipo olímpico zambiano no obtuvo ninguna medalla en estos Juegos.